# Kenza
Kenza (Arabo: كنزة) è il decimo album in studio del cantante algerino Khaled, pubblicato il 7 dicembre 1999.
L'album, certificato disco d'oro dal Syndicat national de l'édition phonographique, prende il titolo dal nome della figlia secondogenita del musicista, il cui significato è "tesoro".
I testi delle canzoni comprendono la lingua francese, araba ed inglese, più una trasposizione in lingua ebraica della prima strofa di "Imagine".

## Tracce
Versione EU
1. Aâlach Tloumouni – 5:02
2. El Harba Wine (feat. Amar) – 4:33
3. C'est la nuit – 5:04
4. Imagine (feat. Noa) – 4:07
5. Trigue Lycee – 4:43
6. E'dir E'sseba – 5:50
7. Ya Aâchkou – 3:57
8. Melha – 6:07
9. Raba-Raba – 5:37
10. El Bab – 5:28
11. El Aâdyene – 5:37
12. Gouloulha-Dji – 5:37
13. Mele H'bibti – 6:29
14. Derwiche Tourneur – 6:00
15. Leïli ("C'est la nuit" Arab version) – 4:08

Versione US
1. Aâlach Tloumouni – 5:02
2. El Harba Wine (feat. Amar) – 4:33
3. Leïli ("C'est la nuit" Arab version) – 4:08
4. Trigue Lycee – 4:43
5. E'dir E'sseba – 5:50
6. Ya Aâchkou – 3:57
7. Melha – 6:07
8. Raba-Raba – 5:37
9. El Bab – 5:28
10. El Aâdyene – 5:37
11. Gouloulha-Dji – 5:37
12. Mele H'bibti – 6:29
13. Derwiche Tourneur – 6:00
14. Chebba (Man City Remix) – 5:19